# Arzach
Arzach es una serie de cuatro historietas fantásticas del autor francés Jean Giraud, que entonces firmaba como Moebius, publicada entre 1975 y 1976 en la revista Métal Hurlant, que constituyó una auténtica revolución para el cómic de la época. El magnífico dibujo de Moebius, junto con unos argumentos que él mismo define como "sin pies ni cabeza" y la ausencia de palabras, dan al lector la posibilidad de sumergirse en un mundo distinto. El propio Moebius ha confesado que el dibujo de Arzach fue algo muy personal para él, pues está basado en sus propios sueños. 

## Creación, y trayectoria editorial
Jean Giraud, convencido de su supuesto talento de médium, afirma que "Harzack nació de repente, se presentó y basta".
En España, la serie fue difundida en 1977 por la revista Totem en sus números 1 a 4 y fue editada en álbum en 1984 (Colección Humanoides nº26-Métal Hurlant, Eurocomic). 
En 1994 se editó un libro dedicado al personaje con ilustraciones de diversos autores (Norma Editorial).
Arzak. El vigilante. Primera parte de una trilogía sobre el origen del personaje, Norma Editorial (2011).

## Características
Se trata de una serie de cuatro historias independientes, cuyos títulos cambian de ortografía, consiguiéndose de esta manera los nombres de Arzak, Harzak, Harzach y Harzack. 
En cuanto a su clasificación genérica, la catedrática Francisca Lladó es de la opinión de que "el protagonista se mueve dentro de los cánones de la fantasía heroica tradicional."
El autor prescinde, sin embargo, del lenguaje hablado, potenciando así la fuerza de las imágenes. También afirma "haber querido mostrar la soledad como algo que no tiene porque estar forzosamente ligado al sufrimiento", ejemplificándolo por su propia experiencia como dibujante. Y es que

Harzach no sufre, no padece. Todo lo más, subido a un extraño pájaro, puede sorprenderse, huir tal vez. Pero es intocable. ¿Es intocable el mundo de los sueños? ¿De los sueños imaginados por una sensibilidad bien despierta? [...] en el mundo rocoso de Arzack las viñetas le dejan a uno solo, meditando, mientras él y el pájaro se hacen cada vez más pequeños, otro punto de tinta sobre el papel.

En la penúltima historieta, otro personaje cuyo nombre desconocemos llega desde un desierto a una gran plaza, donde los habitantes, desnudos, le agreden con violencia. El anónimo personaje sigue su camino a pie para entrar en una torre, en la que, con ayuda de una herramienta, ajusta una máquina. Una pantalla de control le permite comprobar que nuestro protagonista vuela sobre su pterodáctilo, ya recuperado. El personaje se vuelve a marchar en coche, probablemente en busca de una nueva e ingrata misión.

## Adaptaciones
La historieta ha sido adaptada a dibujos animados por France 2 con el nombre de Arzak Rhapsody. La película o miniserie cuenta con 14 episodios de corta duración, sin relación aparente entre ellos. Fueron dibujados por el autor en 2002. Es el mismo mundo onírico que el del cómic, pero se incorporan nuevos personajes. En España la película o miniserie ha sido distribuida en DVD en 2003.

## Valor económico
En el 2007, una plancha original de la serie alcanzó los 58.242 euros en una subasta.